# Johannes Sigg

Johannes Sigg

Johannes Sigg, auch Johann Sigg (* 10. August 1874 in Berlin oder Schaffhausen; † 5. November 1939 in Männedorf), heimatberechtigt in Kleinandelfingen und Zürich, war ein deutsch-schweizerischer Journalist, Fabrikinspektor und sozialdemokratischer Politiker.

## Leben

### Familie
Johannes Sigg war der Sohn des Zimmermanns Jakob Sigg und dessen Ehefrau Marie Dorothea (geb. Kerstan). Er wurde in Schaffhausen geboren, wuchs aber in Berlin auf.
Er war seit 1901 in erster Ehe mit Wilhelmine Luise Anna (* 1866; † 24. November 1956), der Tochter von Georg Heinrich Fedler aus Berlin, verheiratet und heiratete in zweiter Ehe 1938 Berta (* 1894; † im Juli 1972), die Tochter von Karl Freylinger.

### Werdegang
Johannes Sigg absolvierte In Berlin eine Schreinerlehre; seit 1894 hielt er sich in Zürich auf.
Er war bis 1904 Speditionschef beim Konsumverein Zürich, Möbelschreiner und seit 1898 Administrator der sozialdemokratisch-gewerkschaftlichen Tageszeitung Volksrecht.
Von 1907 bis zu seinem Rücktritt 1915 war er Redaktor beim Volksrecht und von 1916 bis 1919 Adjunkt des eidgenössischen Fabrikinspektorats, das die Überwachung der Gesetzesbestimmungen gewährleisten sollte. Er war darauf von 1919 bis 1929 Fabrikinspektor des Kantons Zürich und wurde im selben Jahr Präsident des Ausschusses zur Förderung des gemeinnützigen Wohnungsbaus.

### Politisches Wirken
Johannes Sigg war von 1901 bis 1906, von 1909 bis 1916 sowie von 1922 bis 1925 für die Sozialdemokratische Partei der Schweiz (SPS) im Grossen Stadtrat von Zürich. Bis zu seinem Rücktritt 1906 aus dem Stadtrat war er dort auch Präsident der Kommission für den Bau der Hegibachstraße und der Sonnenbergstrasse vom Klusplatz zur Heuelstraße; als Kommissionspräsident folgte ihm Herman Greulich. 1912 erfolgte seine Wahl zum Mitglied der Kommission zur Vorberatung des Berichtes des Stadtrates über den Generalstreik, bei dem die Zürcher Arbeiterschaft die Arbeit niedergelegt hatte. 1925 gehörte er der Expertenkommission für den Wohnungsbau des Stadtrates an.
Von 1905 bis 1906 und von 1908 bis 1914 war er Kantonsrat sowie vom 4. Dezember 1911 bis zu seinem Rücktritt am 1. Oktober 1916 und vom 7. Dezember 1925 bis zum 8. Mai 1928 Nationalrat; 1916 folgte ihm Anton Rimathé als Nationalrat und 1928 wurde Otto Pfister (1875–1939) dort sein Nachfolger.
Er war von 1912 bis 1916 Mitglied der Geschäftsleitung der SPS.
Auf seine Anregung hin, wurde im April 1912 der Verein der Angestellten sozialer Organisationen der Schweiz (VASO) gegründet, um die in sozialdemokratischen und gewerkschaftlichen Organisationen tätigen Genossen und Genossinnen zur Förderung allgemeiner und beruflicher Interessen zu sammeln, deren Anstellungsverhältnisse zu regeln und sie in einer besonderen Unterstützungsorganisation zu ihren und ihrer Hinterbliebenen Gunsten zu versichern.
1929 erfolgte seine Wahl, als Nachfolger des verstorbenen Friedrich Ottiker, zum Zürcher Regierungsrat und er leitete bis 1935 das Departement Gesundheits- und Armendirektion; in dieser Aufgabe setzte er sich für kantonale Spitäler und das Pflegepersonal ein. 1934 wurde er zum Vizepräsidenten des Regierungsrats gewählt.
1906 kritisierte er in der von ihm verfassten Broschüre Die Friedensglocke den Militäreinsatz gegen Streikende der Firma Arbenz Motorwagenfabrik in Albisrieden. Als Urheber der Verteilaktion dieses Blattes, unter anderem in einer Militärkaserne, wurde er deswegen zu acht Monaten Gefängnis und dem Entzug des Aktivbürgerrechts für ein Jahr verurteilt.
Seine Positionierung zur Haltung der deutschen Sozialdemokratie zum Krieg während des Ersten Weltkriegs führte dazu, dass er aus der Redaktion des Volkrechts austrat.

## Mitgliedschaften
Johannes Sigg war Mitglied der von Fritz Brupbacher und Max Tobler 1905 gegründeten Antimilitaristischen Liga und Redaktor ihres Publikationsorgans Der Vorposten.
Er war einige Zeit Präsident der Baugenossenschaftsbewegung, Sektion Zürich.
1919 war er Mitbegründer der Genfer Meeranschluss-Gesellschaft De Suisse à la mer, deren Präsident er war; Vizepräsident war der Nationalrat Frédéric de Rabours. Ziel des Vereins war die Förderung, der Schweiz durch schiffbare Flüsse, Kanäle und Eisenbahnlinien Transport- und Handelserleichterungen sowohl zum Mittelmeer als auch zum Atlantik, zum Ärmelkanal, zur Nordsee und zur Adria zu verschaffen.

## Schriften (Auswahl)
- Ein Vorschlag zur Beschaffung von soliden und billigen Möbeln. In: Das Werk. Architektur und Kunst, Band 5, Heft 10. S. 159–164 (Digitalisat).
- Einführung in das neue Fabrikgesetz. Zürich, 1920.
- Qualität. In: Das Werk. Architektur und Kunst, Band 8, Heft 11. S. 211–215 (Digitalisat).